# NGC 3801
NGC 3801 је лентикуларна галаксија у сазвежђу Лав која се налази на NGC листи објеката дубоког неба.
Деклинација објекта је + 17° 43' 39" а ректасцензија 11h 40m 16,8s. Привидна величина (магнитуда) објекта NGC 3801 износи 12,0 а фотографска магнитуда 13,0. NGC 3801 је још познат и под ознакама UGC 6635, MCG 3-30-40, CGCG 97-51, PGC 36200.